# 自然灾害

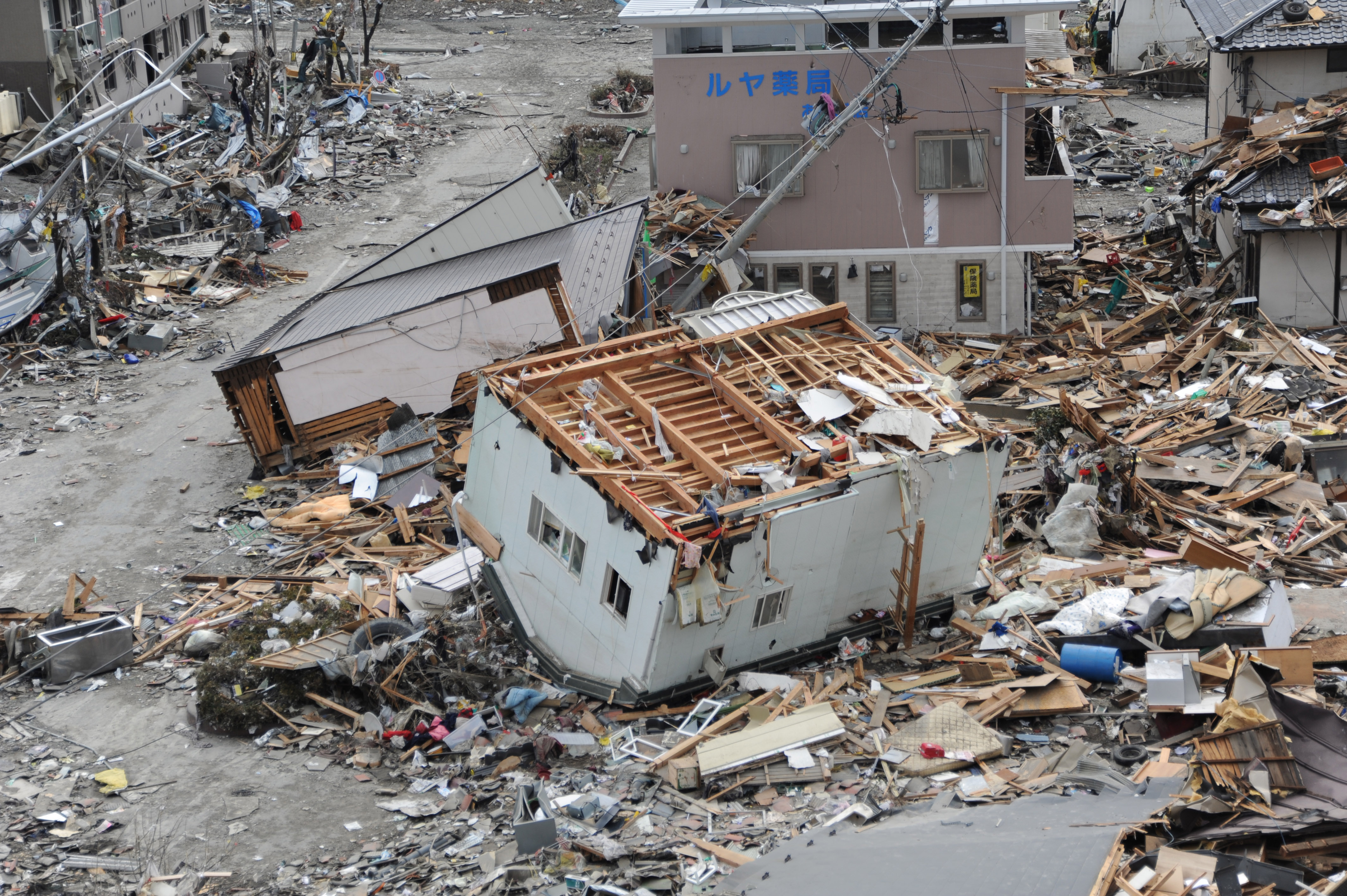
在岩手縣大船渡市被巨大海嘯破壞四散的房屋（東日本大震災）

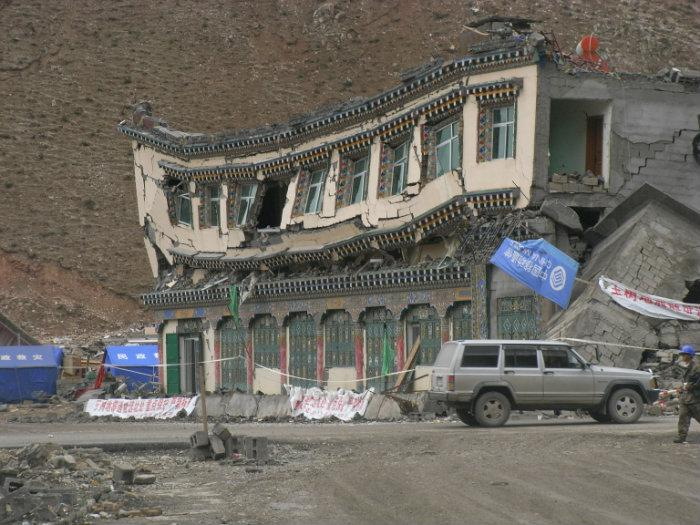
2010年玉樹大地震后被地震扭曲的房屋

自然災害（英語：natural hazard、natural disaster），又稱為自然災難、天然災難、天然災害、天災、天禍、天患、災荒 ，指自然界中所發生的自然現象，这种异常现象會给周围的生物和人类社会造成灾害。世界气象组织表示，所有的天災有百分之九十跟天气、水和气候事件有关。自然灾害的严重程度与人口的弹性及其所受影响或其恢复的能力有关。
若有害事件所发生的区域内没有人受害，则该事件不属于灾难。例如舊金山这样的大城市等较易受害的地区，一场地震可能会带来持久性的破坏，这些破坏通常需要數年才能修复，甚至如果嚴重，需要到更久。而且会带来很多影响，例如：人命伤亡、财物损失、损失家园、引起焦虑等等。

## 分类

### 按性质分类
- 地质灾害：地质作用所产生的灾害，如：火山灾害、地震、山崩。
- 天氣災害（英语：Meteorological disasters）：短时间的大气物理过程产生的灾害，如：雨灾（對流雨、鋒面雨）、风灾（熱帶氣旋、龙卷风）、雪灾（暴风雪、雪崩）、雷擊。
- 气候灾害：气候异常所产生的灾害，如：全球暖化、熱浪、旱灾
- 生态灾害：毒灾、传染病（恶性細菌、SARS、埃博拉病毒、新型冠狀病毒等）
- 天文灾害：流星体或小行星撞击地球，太阳風暴灾害。
- 水文灾害：如洪灾水灾等。

### 按因素分类
- 热带气旋灾害（风灾）：土石流、山崩、洪灾、飢荒
- 暴雨灾害、梅雨灾害：洪灾、飢荒
- 复合型灾害（二次灾害、间接灾害、次生灾害、大規模災害）
  - 地震灾害（震灾）：火山灾害、土石流、山崩、洪灾（海啸）、火灾、核灾、飢荒
  - 超级火山灾害：饥荒（火山灰覆盖农作物）、寒害（冰河时期、火山灰覆盖天空）
  - 撞击事件（陨石灾害）：火山灾害、土石流、山崩、洪灾（海啸）、火灾、震灾、核灾、飢荒、毒灾（陨石携带宇宙病毒）

## 雪崩

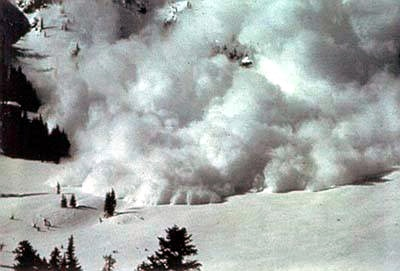
粉末状雪的雪崩。

第一次世界大战期间，约有40000至80000名士兵在参与意大利战役的过程中死于阿尔卑斯山的雪崩，这场雪崩是由炮火引发的。

## 地震

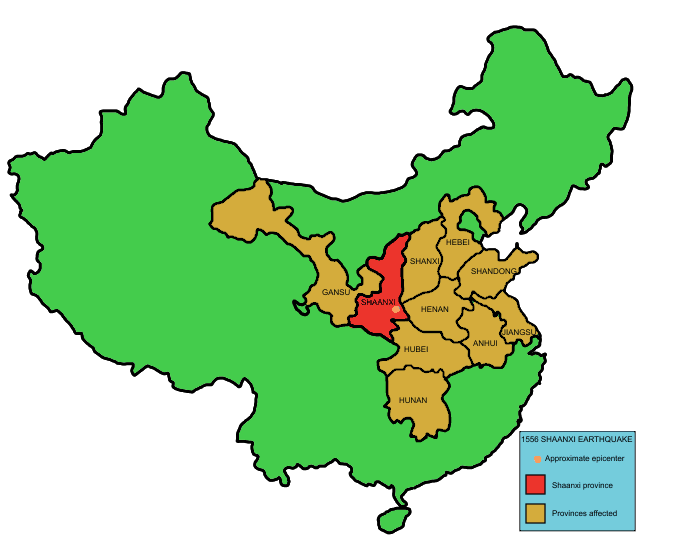
1556年嘉靖大地震，人类历史上死亡人数最多的一次地震

地震是地壳快速释放能量过程中造成的震动，会产生地震波。在地球表面地震会表现为震动、摇动，有时会带来地形的变化。不同的地震产生的震动强度不同。地震主要是由于断层的滑动导致的，其他原因如火山活动、泥石流、煤矿瓦斯爆炸和核试验也会引发地震。地震最初发生的地下位置被称为震源，在震源一点位置之上的地表位置被称作震中。地震很少能够直接杀死人类或者其他野生动物，主要是由地震引发的二级灾难如建筑物垮塌、火灾、海啸和火山爆发等会带来严重的后果，这些后果实际上属于人类灾难。这些严重后果可以通过建筑结构的改善、安全系统、预警系统等措施得以避免。
以下列出部分严重的地震：
- 115年安条克地震：发生于115年，震中位于罗马帝国安条克地区，震级7.5，这场地震总计约260,000人丧生。
- 526年安提阿地震：发生于526年5月20日至29日之间，震中位于拜占庭帝国安提阿（当时称为狄奥波里斯，拉丁语：Theopolis，现归叙利亚和土耳其管辖），震级7，这场地震总计约250,000人丧生。
- 1138年阿勒颇大地震：发生于1138年10月11日，震中位于叙利亚南部城镇阿勒颇附近（现主要道路Ghrintana St.上），震级不明，这场地震总计共230,000人丧生[6]。
- 1290年直隶地震：发生于中国元朝至元二十七年（1290年9月27日），震中位于直隶武平路（今内蒙古宁城县），震级6.8，这场地震总计共100,000人丧生[7][8]。
- 洪洞赵城地震：发生于中国元朝大德七年八月初六（1303年9月17日），震中在山西洪洞、赵城，震级8，这场地震共200,000到475,800人丧生[9]。
- 嘉靖大地震：发生于中国明朝嘉靖三十四年腊月十二（1556年1月23日），震中位于陕西省华县，震级8. 3，这场地震总计共有830,000人丧生（不包括没有登记户口的居民），是中国历史乃至世界历史上死亡人数最多的地震[10][11]。
- 郯城大地震：发生于中国清朝康熙七年农历六月十七戌时（1668年7月25日），震中位于山东省东南部今郯城、临沂、临沭三县交界处，震级8.5，这场地震共5万余人丧生[12]。
- 1679年三河平谷地震：发生于中国清朝康熙十八年七月二十八日（1679年9月2日），震中位于河北省大厂回族自治县夏垫镇，震级8，虽然死亡总数未知，但据估计约有超过45,500人丧生[13]。
- 1755年里斯本大地震：发生于1755年11月1日，震中位于葡萄牙里斯本，震级9，这场地震共100,000人丧生[14]。
- 1786年康定-泸定地震：发生于中国清朝乾隆五十一年五月初六（1786年6月1日），震中据推定位于康定与得妥之间，震级7.75，446人丧生，但因地震堰塞湖所淹没及坝倒大水冲刷使沿河两岸村镇因水灾丧生近100,000人[15]。
- 海原大地震：发生于中国民国九年（1920年12月16日），震中在甘肃省海原县，震级8. 5，这场地震总计共有234,117到273,400人丧生[16][17]。
- 关东大地震：发生于大日本帝国大正12年（1923年9月1日），震中位于神奈川县相模湾的伊豆大岛，震级8. 1，这场地震总计共100,000到142,000人丧生和失踪[18]。
- 古浪大地震：发生于中国民国16年（1927年5月23日），震中位于甘肃省武威南沈家窝铺，震级8，这场地震共40,900人丧生[19]。
- 唐山大地震：发生在1976年7月28日于中华人民共和国唐山市，震级7. 8，历史上排名第四死亡人数最多的地震，这场地震总计共有242,769到655,237人丧生[20][21]。
- 2004年印度洋大地震：历史上规模第三大的地震，震级在9.1-9.3之间，这场地震还导致了海啸，总计共有300,000人在该地震中丧生[22]。
- 2005年克什米尔大地震：强度7.8级，有超过87350丧生。[23]
- 汶川大地震：发生于2008年5月12日，地震中央在中华人民共和国阿坝藏族羌族自治州汶川县映秀镇、四川省会成都市西北偏西方向79千米处，据官方统计，至2008年5月27日死亡人数超过69,227[24][25]。
- 2011年日本东北地方太平洋近海地震：震级9.0，因地震和海啸而丧生的人数超过15,893，并有12,000人失踪。[26]

## 火山爆发

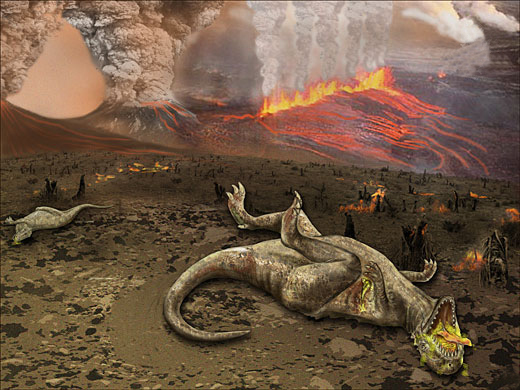
描述火山爆发的一幅艺术作品，这场火山爆发后来形成了印度的德干暗色岩。

火山可以通过不同地途造成破坏并带来灾难，火山爆发属于其中一种。火山爆发通常会伴随着许多岩石的坠落，有时候还会有岩浆流出。当岩浆离开火山山体后，其便会摧毁沿途其所遇到的大量建筑物与植物。此外火山灰会在火山附近大量聚集，当其与水混合后便会变成类似混凝土的物质。大量火山灰聚集时便可以压垮屋顶，当人体吸入火山灰后也会带来伤害。火山灰中还含有毛玻璃成分，这会使得引擎等运动部件磨损损坏。
火山爆发导致许多人死亡的原因是爆发后产生的火山碎屑流，这里面包含着大量高温的火山灰。最开始他们会飘在空中，当爆发产生的能量不足以支撑他们在空中停留时，火山碎屑流便会迅速地从山坡上滑下。庞贝古城被认为是被火山碎屑流所摧毁的。
火山爆发还会产生火山泥流，这是一种由火山导致的泥石流或山体滑坡。近年造成重大伤亡的火山泥流发生在1985年，当时哥伦比亚内瓦多·德·鲁伊斯火山爆发导致火山泥流，邻近城市阿尔梅罗被5米深的山泥淹埋，造成约23,000居民死亡。
还有一类火山被称作超级火山，根据多峇巨灾理论在75,000至80,000年前曾经在印尼苏门达腊岛北部的多峇湖发生过超级火山爆发，使得当时地球的人口数量减至10,000甚至1,000人，这使得人类在进化史上一度达到了种群瓶颈。这次超级火山爆发同时摧毁了北半球四分之三的植被。超级火山爆發带来的最大的危险是可以持续数年的灾难性的全球气候环境与温度变化。
有科學家推測，多年前存在的恐龍滅絕的其中一個原因是因爲火山爆發，導致恐龍大量滅絕

## 水文灾害
水文灾害是指地球的水质、水域的分布或者是流动状况发生突然且暴力的破坏性变化。

### 洪水

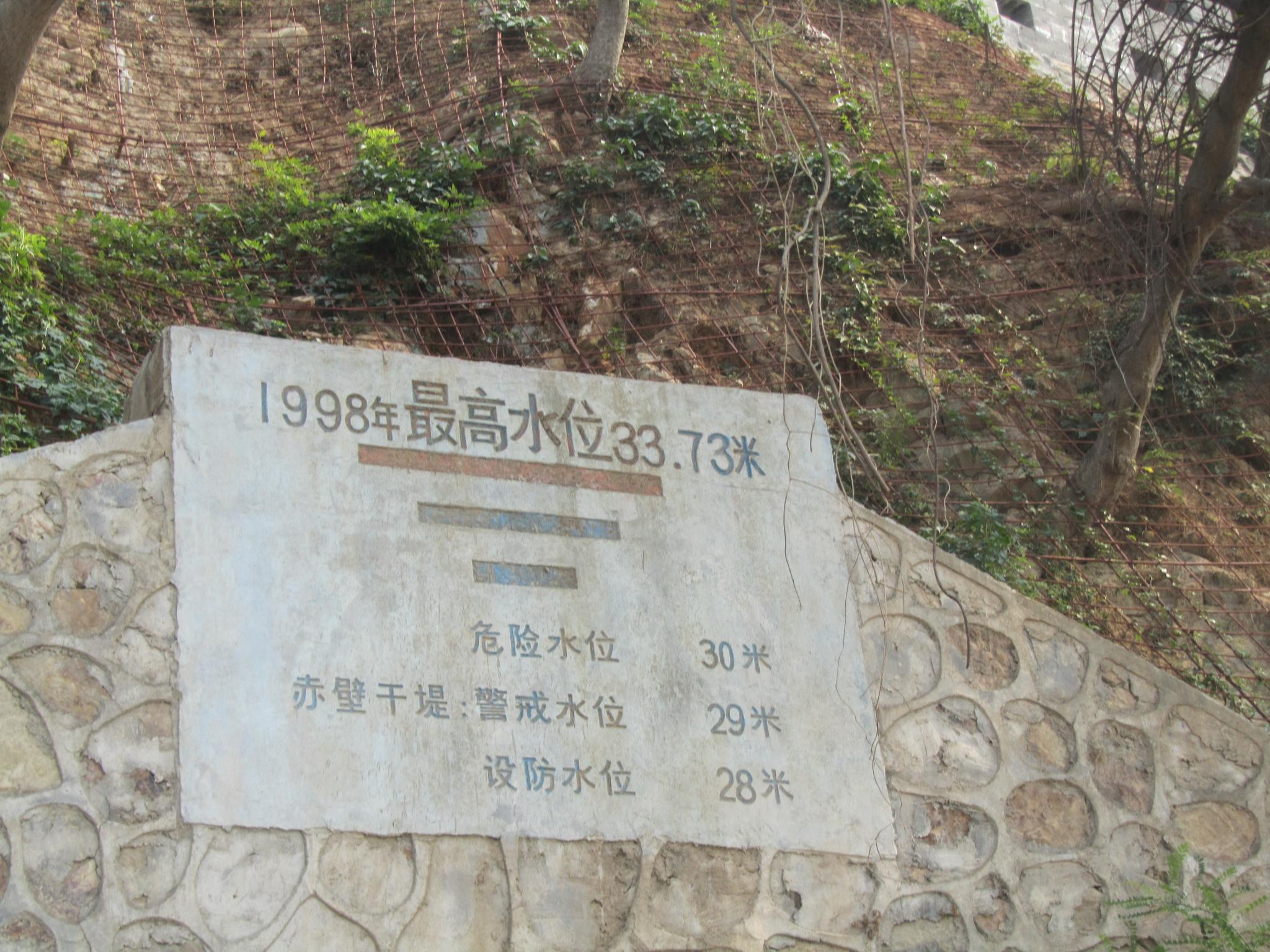
长江堤岸的一块指示牌，记载了此处1998年洪水的最高水位。

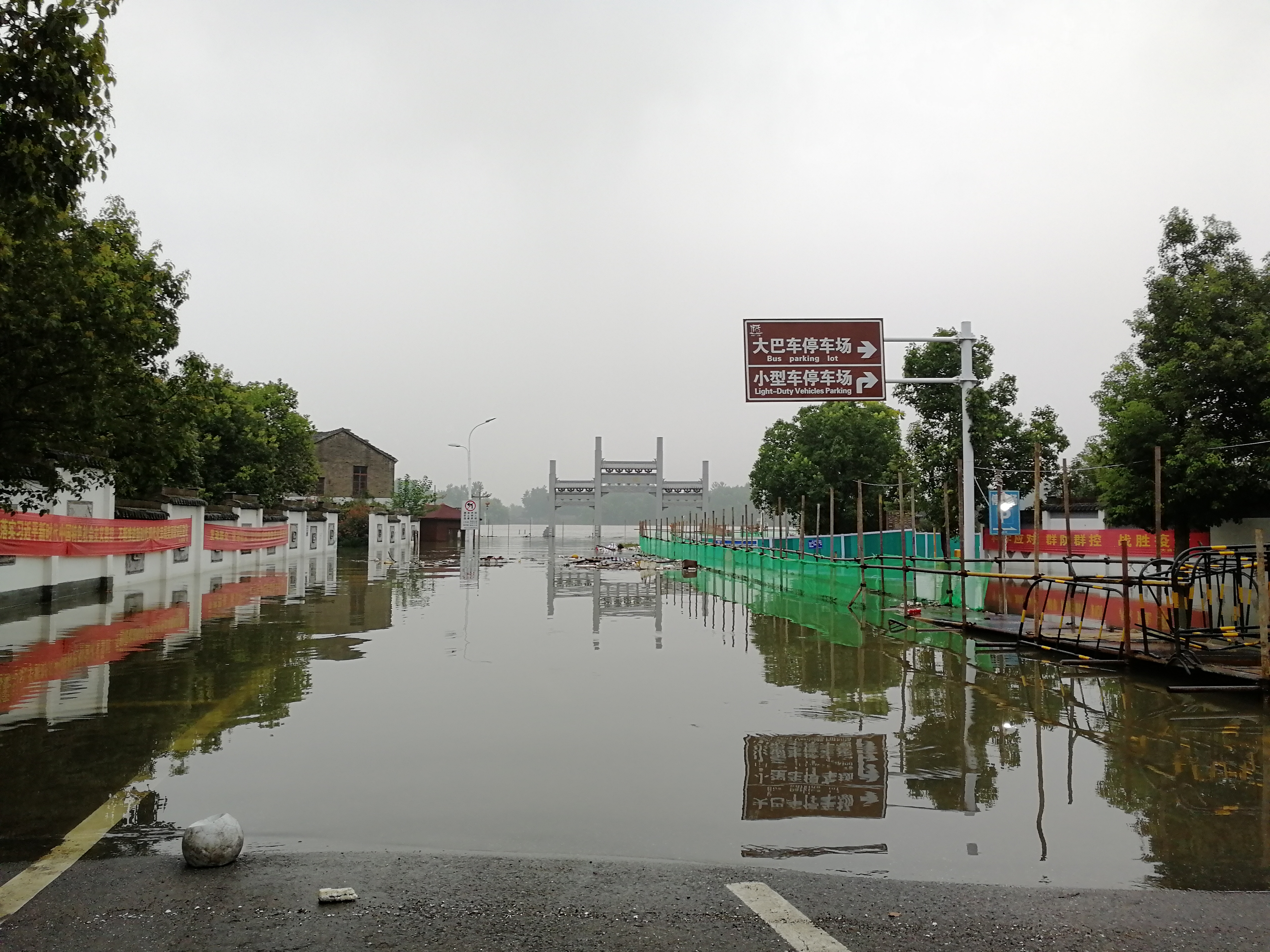
2020年中国南方水灾期间被淹没的铜陵大通古镇

洪水是指河流、湖泊、海洋所含的水体上涨，并漫过陆地的现象。由于各个水域的水体体积可能会随季节变化而发生较大变化，因此只有当这些水体淹没了有人类活动的场所如村庄、城市、道路或农场等时，才能称其为值得注意的洪水。
以下列出部分历史上比较知名的洪水灾害：
- 1410年黄河泛滥是一场发生于明成祖永乐八年的自然灾害[29]，这一年秋，河堤决口，坏开封旧城，致使1.4万户人口罹难，淹没农田7500余顷，到十二月又坏城200余丈。[30]
- 1870年，长江最大的洪水，峰值是10万立方米/秒，万年一遇的标准
- 1887年中国河南郑州下汛十堡（今惠济区花园口镇石桥村）发生黄河决口[31]，致使200多万（一说93万；一说最保守估计150万；一说700万）人罹难。
- 1889年的约翰斯敦洪水使2200余人丧生，这场洪水是由于水坝溃坝导致的。
- 1931年江淮大水是中国的几条主要河流如长江、珠江、黄河、淮河等都发生非常巨大的洪水[32]，官方报告死亡人数估计200万人[33]。
- 1939年8月至10月，因连续暴雨加上日军扒开河堤的因素，天津遭受严重水灾，天津市区百分之八十的地区被洪水所淹，超过10万间房屋被冲毁，八百多万人受灾，六十五万天津及其周边居民成为灾民。
- 1954年长江洪水，长江中下游、淮河流域，湘、鄂、赣、皖、苏5省有123个县市受灾，农田受淹4755万亩，受灾人口1888万人，死亡3万余人，京广铁路近100天不能通车。尤以湖北省受洪水的影响严重[34][35][36]。
- 1969年马来西亚居銮市遭遇特大水灾，此水灾是居銮经历开埠后最大的一场洪水浩劫，造成惨重人命丧亡和难以估计的财物损失[37][38][39][40][41]。
- 1983年7月31日，中国安康发生一场特大洪灾。[42][43][44]官方数据显示，此次洪灾导致安康几乎全城被毁，共造成870人死亡、89600人受灾，3.2平方公里被淹，经济损失4亿余元人民币。[42][43][44][45][46]
- 1991年华东水灾，安徽省受灾人口达4800多万人、占全省总人口近70％，因灾死亡267人，农作物受灾面积430多万公顷，各项直接经济损失金额将近人民币70亿元。江苏省受灾人口达4200多万人、占全省总人口的62％，因灾死亡164人，农作物受灾面积300万公顷，各项直接经济损失金额人民币90亿元。
- 1993年密西西比河大洪水是美国历史上造成损失最多的洪水之一。
- 1998年中国水灾使得4150人死亡，1400万人无家可归，直接经济损失2551亿元人民币[47]。这次洪水暴露出许多水利工程质量低劣的“豆腐渣工程”，被总理朱镕基斥责并创造“豆腐渣工程”一词，也引发了公众对于“围湖造田”等环境保护问题的讨论。
- 2000年莫桑比克洪灾导致国家的大片地区被水淹没长达3周，数千人因此丧生，整个灾后重建工作持续数年。
- 2005年马哈拉施特拉邦洪灾中有1094人丧生。
- 2010年巴基斯坦洪灾造成1600人死亡，并有大片农田被摧毁。
- 2020年5月下旬至今，中国长江中下游地区、淮河流域、西南、华南及东南沿海等地因持续强降水引发严重洪灾。

热带气旋可以导致大范围的洪水与风暴潮，以下列出一些事件：

1975年8月河南“75·8”水库溃坝洪水淹没范围

- 1975年8月，台风尼娜为河南等地带来暴雨，最终引致河南“75·8”水库溃坝。驻马店地区板桥、石漫滩两座大型水库，以及数十座中小型水库同时垮坝溃决，造成29个县市被淹，1100万亩农田受到毁灭性的灾害，1100万人受灾，24万人死亡，倒塌房屋596万间，冲走耕畜30.23万头，猪72万头，京广线被冲毁102公里。2005年该事件被美国《探索频道》评为世界历史上最重大的人为技术灾难第一名[48][49]。
- 2005年飓风卡特里娜袭击美国新奥尔良。
- 2011年强烈热带气旋雅思袭击澳大利亚。

### 湖底喷发

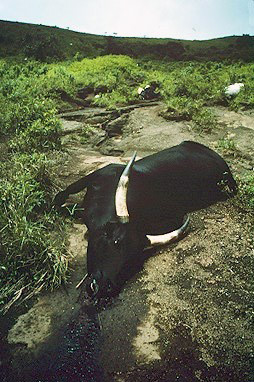
尼欧斯湖发生湖底喷发后，由于窒息而死的牛。

湖底喷发会导致湖底积蓄的大量气体（通常为二氧化碳）瞬间被释放出来，并造成周围的动物与人类窒息死亡。湖底喷发还会在气体喷发过程中造成湖中发生海啸（湖啸）。科学家认为山崩、火山活动或者爆炸都有可能导致湖底的喷发。目前被记录在册的湖底喷发一共有两次：
- 1984年在喀麦隆的莫瑙恩湖发生了湖底喷发，造成周围37名居民死亡。
- 1986年在莫瑙恩湖附近的尼奥斯湖发生了一次更大的湖底爆发，大约1700到1800名居民因窒息丧生。

### 海啸
海啸是由海底地震引发并引起海水剧烈的起伏，形成强大的波浪。以下列出一些较为出名的海啸：
- 2004年印度洋大地震使300,000人罹难，超过51万人受伤。
- 2011年日本东北地方太平洋近海地震造成15,893人死亡。

## 气象灾害

### 雪暴
雪暴是非常强烈的暴风雪，当雪暴发生时会有非常大的雪以及很强的风。如果大风将已经落在地面的雪再次卷起，这种现象也被称作“强吹雪（Ground blizzard）”，雪暴会对当地经济产生严重影响，特别是对那些不经常降雪的地区。
比较出名的雪暴包括：
- 1888年大雪暴袭击美国，使得大量谷物作物被摧毁。
- 2008年阿富汗雪暴
- 1947年北美雪暴
- 1972年伊朗雪暴持续了5到7天，并导致约4000人丧生。

### 颱風

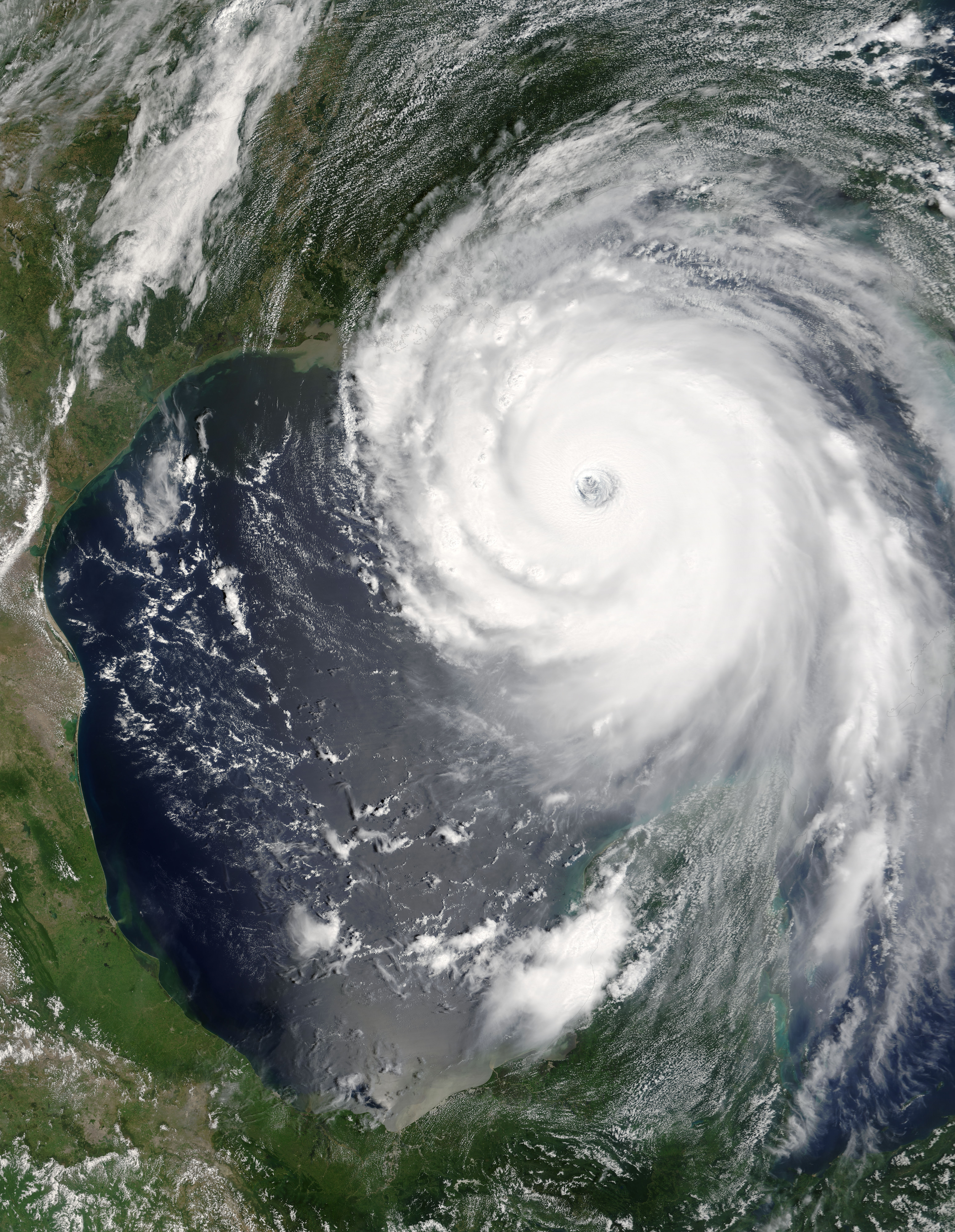
颱風

由于气旋风暴发生的海域不同，其在不同海域也有不同的名字，如“热带气旋”、“飓风”和“气旋”。1970年波拉热带气旋是从有文字记录至今最致命的飓风。1780年大飓风是有史以来最大杀伤力的大西洋热带气旋，这场热带气旋摧毁了马提尼克、圣尤斯特歇斯和巴巴多斯。此外还值得一提的有2005年发生的飓风卡特里娜，这场飓风摧毁了墨西哥湾。

### 干旱
干旱是由于某一地区长期无雨或者是降雨量很低而导致的土地干旱，并导致农作物颗粒无收以及水源短缺。干旱风、高温以及持续不断地水分蒸发都会恶化干旱的情况。
以下列出部分较为出名的旱灾：
- 1875-1878年发生在中国的特大旱灾饥荒，主要在河南、山西、陕西、直隶、山东，尤以山西最严重，太原府100万人死95万。总死亡数计950万-2000万不等，也就是清朝人口的约2-4%，史称丁戊奇荒。
- 1900年发生在印度的旱灾导致250,000至3,250,000人死亡。
- 1921-1922年发生在苏联的旱灾使得5百万人遭受饥荒。
- 1928-1930年发生在中国西北地区的旱灾中有数百万人因为饥荒而死，史称民国十八年年馑。
- 至2006年澳大利亚的南部、西部、新南威尔士州、北领地和昆士兰都已连续5-10年受到干旱的影响，并且首先是城市居住人口首先受到影响。
- 2006年中国四川、重庆等地遭遇大旱，部分地区遭遇100年一遇的特大旱灾。一些地区气温多次超过40摄氏度，最高更达到44度。将近有8百万人和7百万头牛面临水资源短缺。（2006年川渝旱灾）
- 2011年德克萨斯州由于干旱使得该州全年都处于紧急状态，这场旱灾还导致在巴斯特罗普县发生火灾。

### 雹暴
雹暴是指大量没有融化的冰块坠落地面，并会许多灾难后果。1984年5月12日发生在德国慕尼黑的雹暴导致了20亿美元的保险索赔。

### 热浪
热浪是指在某一段时间内持续的高温天气，在近期历史中最严重的一波热浪是2003年欧洲热浪。
2009年热浪袭击澳大利亚，并导致了2009年维多利亚森林大火，墨尔本有三天的温度均在40 °C以上，有些地区的温度甚至更高。这场森林大火也被称为“黑色星期六大火”，且部分是由于人为纵火导致的。
2010年北半球热浪造成了北半球部分地区的高温天气，并由2000余人因此丧生，同时还有大片森林因火灾被烧毁，空气质量也因森林大火而下降。

### 龙卷风
龙卷风是在极不稳定天气下由空气强烈对流运动而产生的一种伴随着高速旋转的漏斗状云柱的强风涡旋。其中心附近风速可达100m/s～200m/s，最大300m/s，比台风（产生于海上）近中心最大风速大好几倍。龙卷风的破坏性极强，其经过的地方，常会发生拔起大树、掀翻车辆、摧毁建筑物等现象，甚至把人吸走。2011年5月初，美国南部地区遭遇龙卷风袭击，大量市镇被毁，数百人丧生。5月3日，夏威夷州檀香山海港甚至出现“双龙吸水”的罕见景观。2012年8月26日17∶30，江苏洪泽湖出现巨大“龙吸水”壮观景观。

## 山火

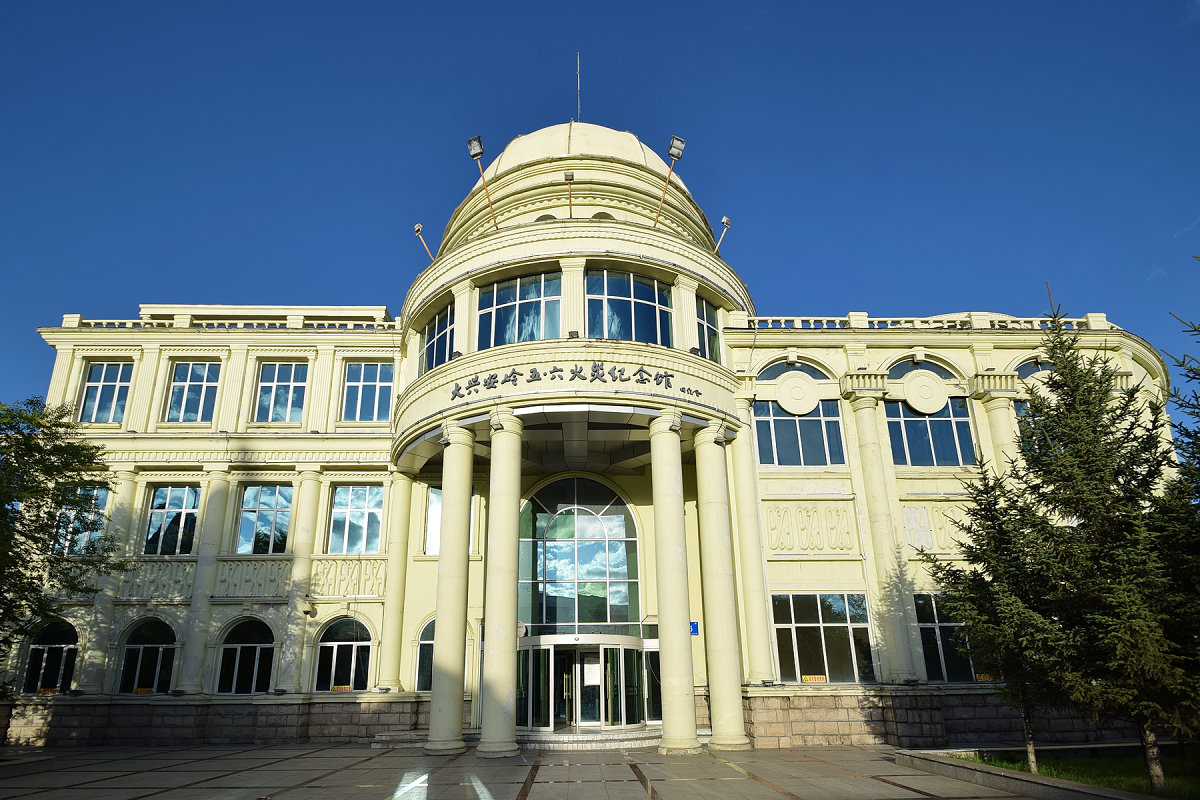
中国漠河市建有大兴安岭五·六火灾纪念馆，介紹1987年大兴安岭火灾。

山火是指经常发生在原野地区的大火，通常造成山火的原因有闪电和干旱，但是人为意外或者是纵火亦可能导致山火。山火通常可以扩张到有人类聚集的地区，因此对于人类、财产以及野生动物都是很大的威胁。
比较出名的山火有发生在中国的1987年大兴安岭火灾，这场大火中至少有193人死亡。另一场则是2009年维多利亚森林大火。

## 卫生灾难

### 流行病

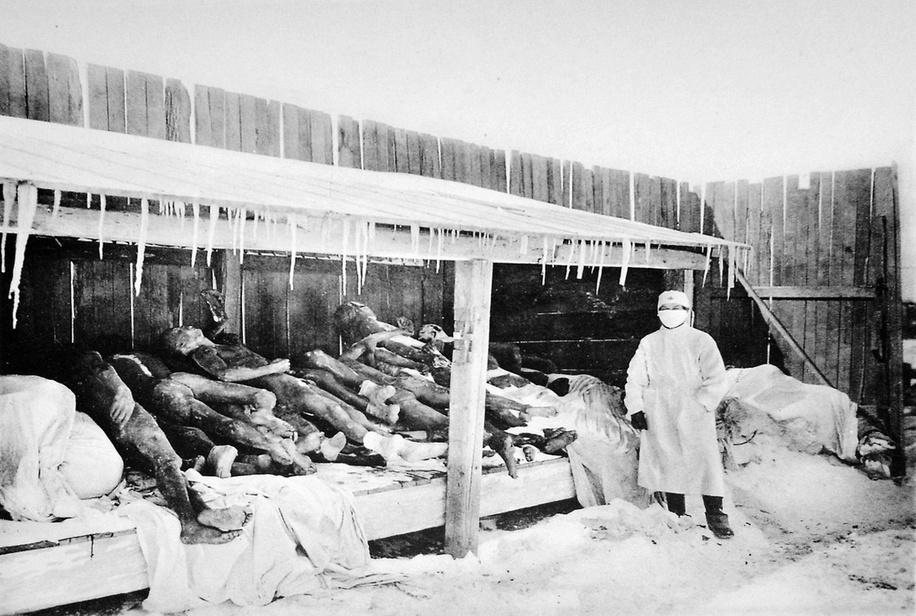
1910－1911年東北鼠疫的死者

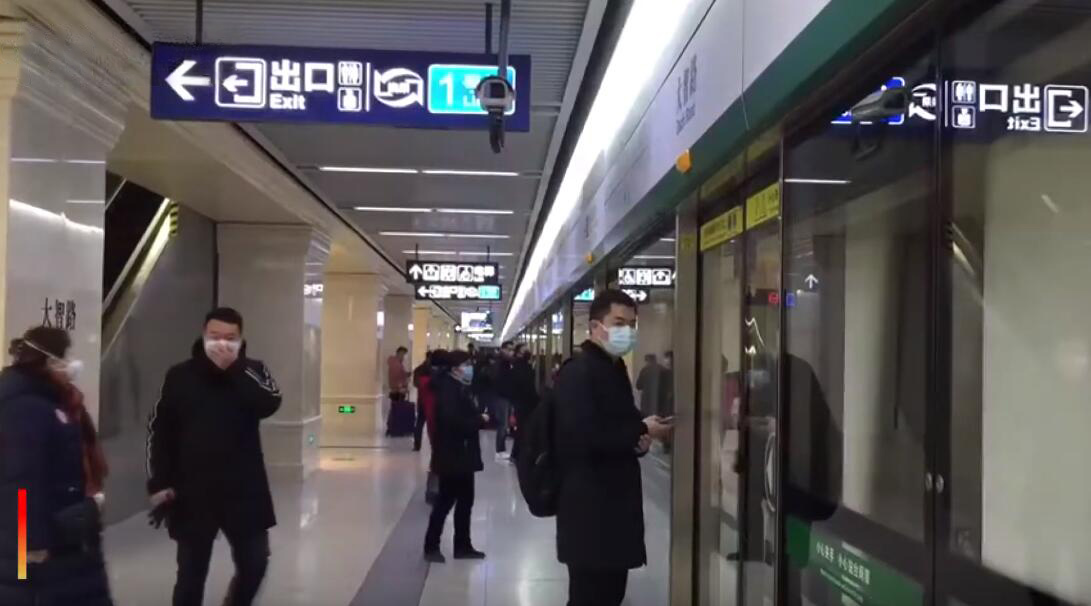
2020年冠狀病毒病疫情：1月23日武汉市宣布“封城”后，武汉地铁6号线大智路站于当日10时发出末班车

流行病是指在人群中爆发的传染病，全球传播的流行病则被称为瘟疫。历史上有许多诸如黑死病之类的流行病。以下列出20世纪和21世纪内部分较为出名的瘟疫：
- 1910-1911年由中国东北扩散到全中国的东北鼠疫使大约6万人死亡[51][52]。
- 1918年流感大流行导致全球大约5000万到1亿人丧生[53]。
- 1957-1958年由中国贵州省扩散到全球的亚洲流感使大约100万人死亡。
- 1968-1969年由香港扩散到全球的香港流感使大约750000人死亡。
- 2002-2003年由中国广东省顺德市扩散到全球的SARS造成774个病人死亡。[54][55]
- 2009年由墨西哥韦拉克鲁斯市扩散到全球的H1N1流感[56]，约150,000到575,000人死亡。其中有明确统计的死亡病例约1.85万人。
- 2019年的冠狀病毒病

还有一些疾病虽然传播得较为缓慢，但还是被世界卫生组织列入全球卫生突发事件中：
- 广泛耐药结核，一种结核病，具有非常强的耐药性。
- 疟疾，每年大约有160万人因此丧生。
- 埃博拉病毒，在非洲已经爆发过多次，并有数百人感染此病毒。

## 太空灾难

### 撞击事件
撞击事件是指地球或其他行星和小行星、彗星等其他天体互相碰撞的事件。1490年发生在中国明朝的庆阳流星雨事件是死亡人数最多的撞击事件，总计10000人死亡。1908年6月发生在俄罗斯帝国的通古斯大爆炸是规模最大的撞击事件之一。

### 耀斑爆发
耀斑是在太阳的色球-日冕过渡层中发生的一种局部辐射突然增加的太阳活动，这种辐射风暴若达到地球则有可能对地球上的生物以及通讯等均带来严重影响。以下列出一些出名的太阳耀斑爆发：
- 1989年8月16日的X20级超级耀斑[59]
- 2001年4月2日的类似X20级超级耀斑[59]
- 21世纪目前记载在册的最强耀斑发生于2003年11月4日，级别约为X40到X45级之间[60]。
- 1859年太阳风暴，历史上最强的太阳风暴[61]。

### 伽玛射线暴
伽玛射线暴，又称伽玛暴，是来自天空中某一方向的伽玛射线强度在短时间内突然增强，随后又迅速减弱的现象。伽玛射线暴是目前已知的宇宙中最明亮的电磁现象。伽玛暴可以持续0.01秒至数分钟。伽玛暴发生后通常还会出现由较长波的电磁波（X射线、紫外线、可见光、红外线、微波或者无线电频谱）产生的长时间的“余辉”。
通常情况下伽玛暴产生的地点离地球较为遥远，因此对地球无害。但是如果有伽玛暴在面对地球的地方爆发，那么就会产生灾难性后果。目前太空中有卫星每天在监测伽玛暴的爆发，离2012年最近的异常伽玛暴为GRB 031203。

## 預測

### 尋找適當的科學教育
社會上已顯現出巨大的認知差異與衝突：直至2012年仍有義大利法庭判例的預設立場堅持科學必須「確認事實」，這使某些科學家必須背負「測得準」的責任。這個判決在歐美科學界引發一片驚慌和撻伐之聲，學者警告包括火山學甚至氣象學在內，研究領域涉及難以預測的天災，此判決恐造成寒蟬效應。其它包括先前八八水災的小林村天災責任追究等事件，也一度眾說紛紜，因此除了有關地震學家遭判刑的相關應用科學（如：地質學或地震學）外，其科學基礎原理「測不準」的原因（如不确定性原理等）推廣科普亦有待加強，以期使諸如法官及社會大眾對「科學」、「技術」能有正確認知。

### 認識自然灾害所需基礎原理
- 物理學
- 化學
- 生物學
- 地質學
- 地球物理學
- 大氣科學
- 海洋學
- 天文學

## 外部鏈接
- 中華民國內政部消防署天然災害統計 （页面存档备份，存于）